# Bdallophytum
Bdallophytum — род паразитических цветковых растений семейства Подладанниковые (лат. Cytinaceae), содержащий 5 описанных видов. Эндемик Неотропики. Паразитирует на корнях растений рода Бурзера (лат. Bursera), например, Bursera simaruba. Двудомное растение.

## Систематическое положение
Раньше род Bdallophytum относили к семейству Раффлезиевые (лат. Rafflesiaceae), однако сейчас, вместе с подладанником (лат. Cytinus), его помещают в семейство Подладанниковые (лат. Cytinaceae). К этому роду одно время относили некоторые виды Bdallophytum.

## Этимология названия
Вероятнее всего, название рода образовано от греч. bdell — «пиявка» и греч. phyton — «растение». Эйхлер записал это название в ошибкой — Bdallophyton, однако этот синоним также используется.

## Виды
По информации базы данных The Plant List (на июль 2016) род включает 3 вида:
- Bdallophytum americanum (R.Br.) Eichler ex Solms
- Bdallophytum andrieuxii Eichler
- Bdallophytum oxylepis (B.L.Rob.) Harms

## Внешние ссылки
- http://www.parasiticplants.siu.edu/Cytinaceae/references.html